# Pons, Charente-Maritime
Pons är en liten stad i västra Frankrike, belägen i departementet Charente-Maritime i regionen Nouvelle-Aquitaine.
1998 blev Pons historiska stadskärna uppsatt på Unescos världsarvslista.

## Läge
Pons ligger 90 km sydöst om La Rochelle, som är huvudstad i Charente-Maritime och 90 km norr om Bordeaux, den stora staden i sydvästra Frankrike. Staden ligger också 60 km sydväst om Rochefort, 40 km öst om Royan och 20 km söder om Saintes. De tre andra huvudorterna i Charente-Maritime.
Pons ligger 23 km sydväst om Cognac som är en stad i departement Charente.
Den lilla floden Seugne, som är en biflod till Charente, rinner genom Pons som ligger söder om den gamla provinsen Saintonge.

## Näringsliv
Staden är framför allt känd som livsmedelsindustricentrum i Charente-Maritime. Där finns det en kexfabrik som tillverkar 25 000 ton kex varje år. Staden är också ett industrisamhälle (verkstadsindustri, spritfabriker, silor).
Pons blev en turistortstad genom sitt berömda fästningstorn, sitt slott och sina fornlämningar, sin romanska kyrka och sitt gamla sjukhus från medeltiden. Hela stadskärnan med skuggiga torg och flera gågator är belägen på toppen av en hög backe, medan vissa stadsdelar är belägna utmed de högra och vänstra stränderna av Seugne.
Det är en viktig handelsplats med köpcentrum och flera snabbköp.

## Befolkning
Pons är en liten stad med ungefär 4 400 invånare. År 1946 hade orten omkring 3 600 invånare och ungefär 4 900 år 1975.
Dess invånare kallas på franska Pontoises (f) och Pontois (m).

## Befolkningsutveckling
Antalet invånare i kommunen Pons
| Referens: INSEE |

## Bilder på Pons

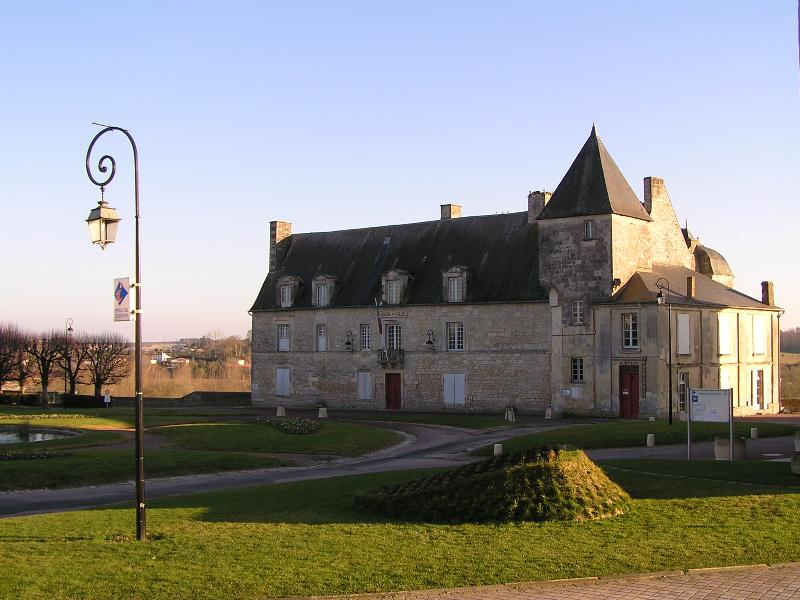
Pons stadshus.
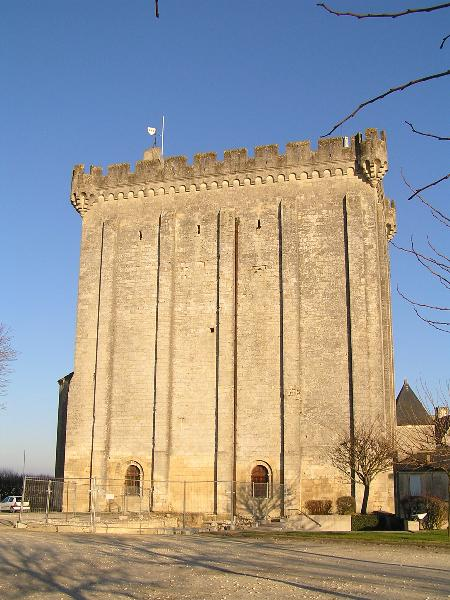
Pons fästningstorn.
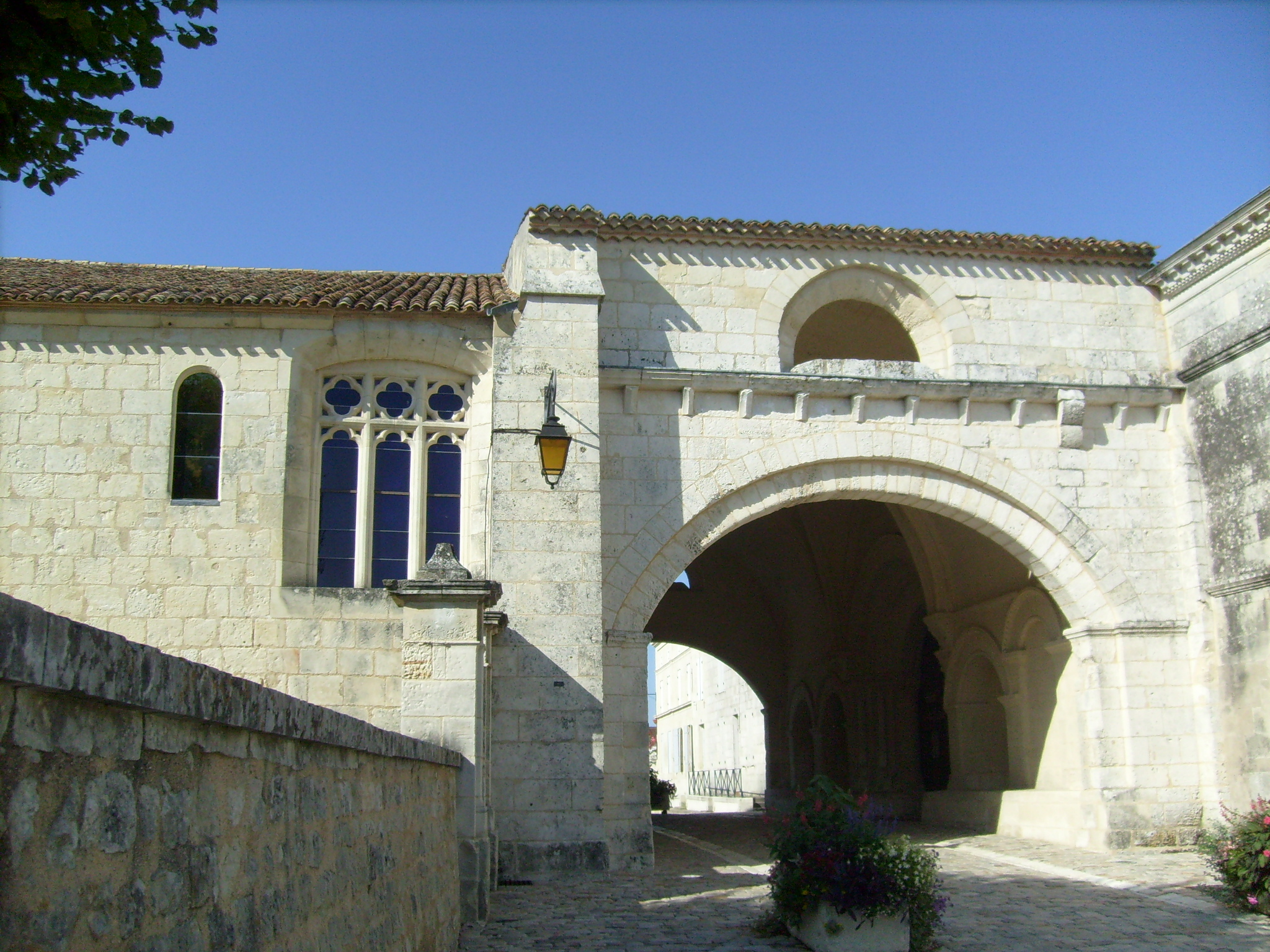
Det gamla sjukhuset från medeltiden.
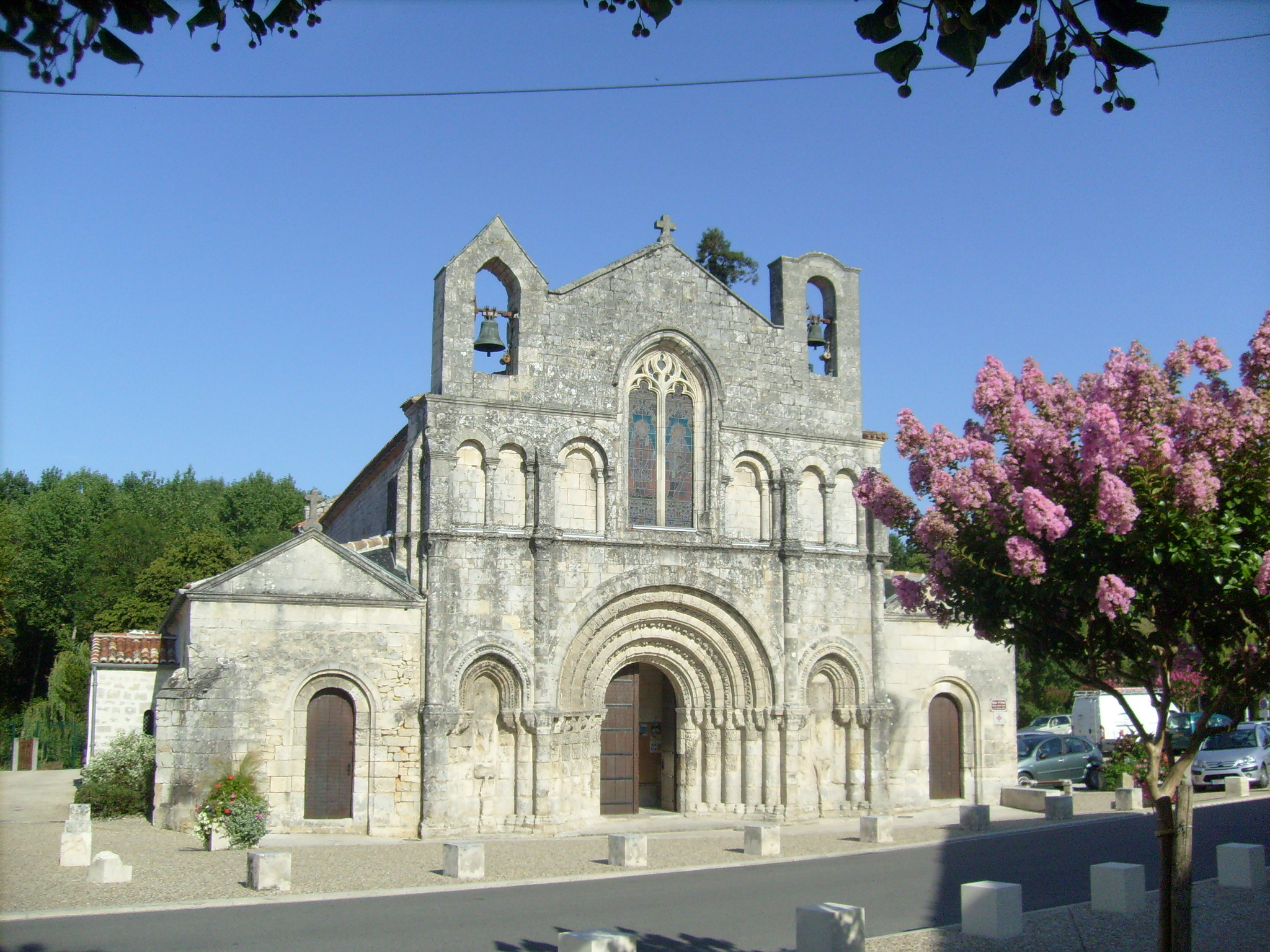
Kyrkan Saint-Vivien.

### Artiklar på franska
- Officiell webbplats om staden Pons
- Turistbyrån i Pons
- Webbplats om Pons, bilder
- Officiell Webbplats om Colibri, kexfabrik